# Холдинг NEQSOL
«NEQSOL Holding» — міжнародна група компаній. Більша частина цих компаній працюють у сферах енергетики, телекомунікацій, будівництва та високих технологій.
Засновник холдингу — азербайджанець Насіб Гасанов. Спочатку холдинг розпочав роботу в нафтогазовому секторі, потім розширився через придбання нових компаній, таких як Bakcell,Vodafone Україна, Azercell Telecom, Caucasus Online, Nobel Oil Group, Nobel Upstream, Norm Cement.

## Галузі промисловості

### Нафта і газ
Нафтогазова промисловість що належить NEQSOL Holding зосереджена в двох компаніях, що зареєстровані у Великобританії: Nobel Oil E&P (відома також як Nobel Upstream) і Nobel Oil Services (нині Nobel Energy).
Група диверсифікованих компаній Nobel Oil Services ухвалила рішення змінити назву в грудні 2021 року. Причиною стала зміна стратегії компанії. Nobel Oil Group — це корпоративна група, яка працює переважно в Азербайджані, США та Великобританії. Це інтегрована компанія з виробництва, розвитку та обслуговування енергії..
Ця група була заснована Насібом Гасановим у 2005 році, а пізніше стала Nobel Upstream і Nobel Oil Services у 2014 році 

### Будівництво
Компанії належить будівельна компанія Norm Cement, заснована в 2006 році. «Norm» є найбільшим виробником цементу в регіоні Південного Кавказу.

### Телекомунікації
- Bakcell

NEQSOL Holding вийшов на телекомунікаційний ринок у 2005 році, придбавши першого мобільного оператора Азербайджану Bakcell. Компанія надає широкий спектр сучасних телекомунікаційних (голосовий та мобільний інтернет) послуг. У 2010 році у нього було більше 2 мільйонів клієнтів
- Vodafone Україна

Vodafone Україна (раніше МТС Україна) є однією з основних дочірніх компаній холдингу. Це другий за величиною оператор мобільного зв'язку в Україні з близько 20 млн користувачів. У жовтні 2015 року Mobile TeleSystems і Vodafone розширили своє стратегічне партнерство 2008 року; це призвело до ребрендингу МТС Україна на Vodafone Україна. У 2019 році NEQSOL Holding придбав 100 % Vodafone Україна.
Це придбання Vodafone Україна, здійснене через Backcell, є першою інвестицією NEQSOL Holding в Україні. Раніше він належав МТС Володимира Євтушенкова.
Vodafone Україна продовжує працювати під британським брендом Vodafone.
У вересні 2021 року NEQSOL призначив Василя Лацанича керівником департаменту телекомунікацій, а у 2023 році — головою правління Vodafone Україна . 
З початку війни в Україні в лютому 2022 року у Vodafone Україна відбулося зменшення чистої вартості активів і значні витрати, пов'язані з повномаштабною військовою агресією Росії на території України.
Крім того, Vodafone Україна заявила, що відновлення всієї телекомунікаційної інфраструктури, пошкодженої під час війни, яку почала Росія, коштуватиме компанії понад 50 мільйонів доларів (станом на травень 2022 року), не згадуючи втрати споживачів.
- Кавказ онлайн

У 2019 році Насіб Гасанов придбав 49 % Caucasus Online (посилання на Caucasus Online у Вікіпедії), дозволивши NEQSOL зробити перші кроки в Інтернеті. У 2021 році NEQSOL Holding придбав решту 51 % Caucasus Online у колишнього власника Хвічі Макацарії.
Незважаючи на те, що Національна комісія зі зв'язку Грузії (GNCC) намагалася заперечити транзакцію, арбітражний суд відхилив запит влади Грузії та дозволив придбання NEQSOL Holding.
Caucasus Online було засновано в 2006 році шляхом злиття трьох основних інтернет-провайдерів (ISP): Caucasus Network, Georgia Online і Sanet. Telenet об'єднався з Caucasus Online у 2008 році «Кавказ Онлайн» володіє 1200 км оптоволоконного кабелю через Чорне море (Кавказька кабельна система).

## Цифровий шовковий шлях
Цифровий шовковий шлях — це проект, спрямований на з'єднання Європи та Азії через телекомунікаційний коридор. Він був ініційований у 2018 році та реалізується AzerTelecom, однією з дочірніх компаній холдингу.
Проект планує розширити телекомунікаційну мережу в регіоні, особливо підключення в регіоні Каспійського моря, включаючи Азербайджан, Грузію, Казахстан і Туркменістан .
У 2020 році проект Digital Silk Way був обраний одним із п'яти найкращих інфраструктурних проектів Азії на Форумі глобального стратегічного лідерства в інфраструктурі, який проходив у США.
Проект цифрової інфраструктури був представлений на Dubai Expo, організованому в ОАЕ в 2022 році в Азербайджанському павільйоні.
У 2023 році в рамках проекту «Цифровий шовковий шлях» AzerTelecom і Kazakhtelecom підписали угоду про з'єднання обох сторін Каспійського моря підводним кабелем з Азербайджану в Казахстан.

## Нагороди
Протягом багатьох років компанія була лауреатом кількох нагород, включаючи нагороду Brandon Hall Group HCM Excellence Awards 23 серпня 2021 року

## Гуманітарні зобов'язання

### Криза COVID-19 у 2020 році
У 2020 році NEQSOL Holding пожертвував 1 мільйон доларів на боротьбу з поширенням пандемії COVID-19 в Україні. На виділені кошти придбано медичне обладнання та системи, необхідні лікарням.

### Російська агресія на сході України у 2020 році
У 2020 році Vodafone Україна та УВКБ ООН розпочали співпрацю у східних регіонах України, щоб забезпечити вільний доступ до мобільного зв'язку (безкоштовний час розмови) для найбільш уразливих верств населення.
Дійсно, умови безпеки в поєднанні з санітарними заходами для запобігання поширенню COVID-19 призвели до обмеження мобільності в цьому районі. Vodafone Україна надав допомогу 2489 особам, які постраждали від конфлікту, щоб вони могли залишатися на зв'язку, незважаючи на місце розташування та карантинні заходи.

### Війна Росії проти Україні 2022
З початку повномасштабного вторгнення Росії в Україну NEQSOL Holding допомагає мирним жителям на місцях.
Наприклад, Vodafone Україна спільно з двома іншими мобільними операторами (Київстар від Veon і Lifecell від Turkcell) надала безкоштовний національний роумінг. Крім того, Vodafone Україна вжила запобіжних заходів до початку вторгнення, завдяки чому з'явилася можливість підтримувати зв'язок військових і цивільних попри пошкодження телекомунікаційної інфраструктури.
На початку вторгнення NEQSOL Holding і дочірні компанії Norm і Bakcell брали участь у допомозі репатріації громадян Азербайджану з України. Наприклад, вони забезпечили громадянам Азербайджану безкоштовні перельоти з України, допомогли організувати евакуацію поїздів.

### Турецько-сирійський землетрус у 2023 році
Bakcell, одна з дочірніх компаній NEQSOL Holding, надіслала спеціальне обладнання турецьким цивільним особам після землетрусу, щоб допомогти їм підтримувати зв'язок зі своїми родинами, незважаючи на руйнування, спричинені стихійним лихом. Допомога включає 13 спеціальних установок (вартістю 500 000 манатів), присвячених найбільш постраждалим районам.
Azerconnect, одна з дочірніх компаній NEQSOL Holding, оголосила про підтримку мирних жителів, постраждалих від землетрусу в Туреччині в лютому 2023 року. Компанія пожертвувала 5 мільйонів турецьких лір Агентству зі стихійних лих і надзвичайних ситуацій (AFAD) Міністерства внутрішніх справ Туреччини.